# Toxicologie nucléaire
La toxicologie nucléaire ou radiotoxicologie est une discipline scientifique récente qui étudie les effets directs et/ou indirects des corps chimiques radioactifs sur les organismes vivants et les écosystèmes.

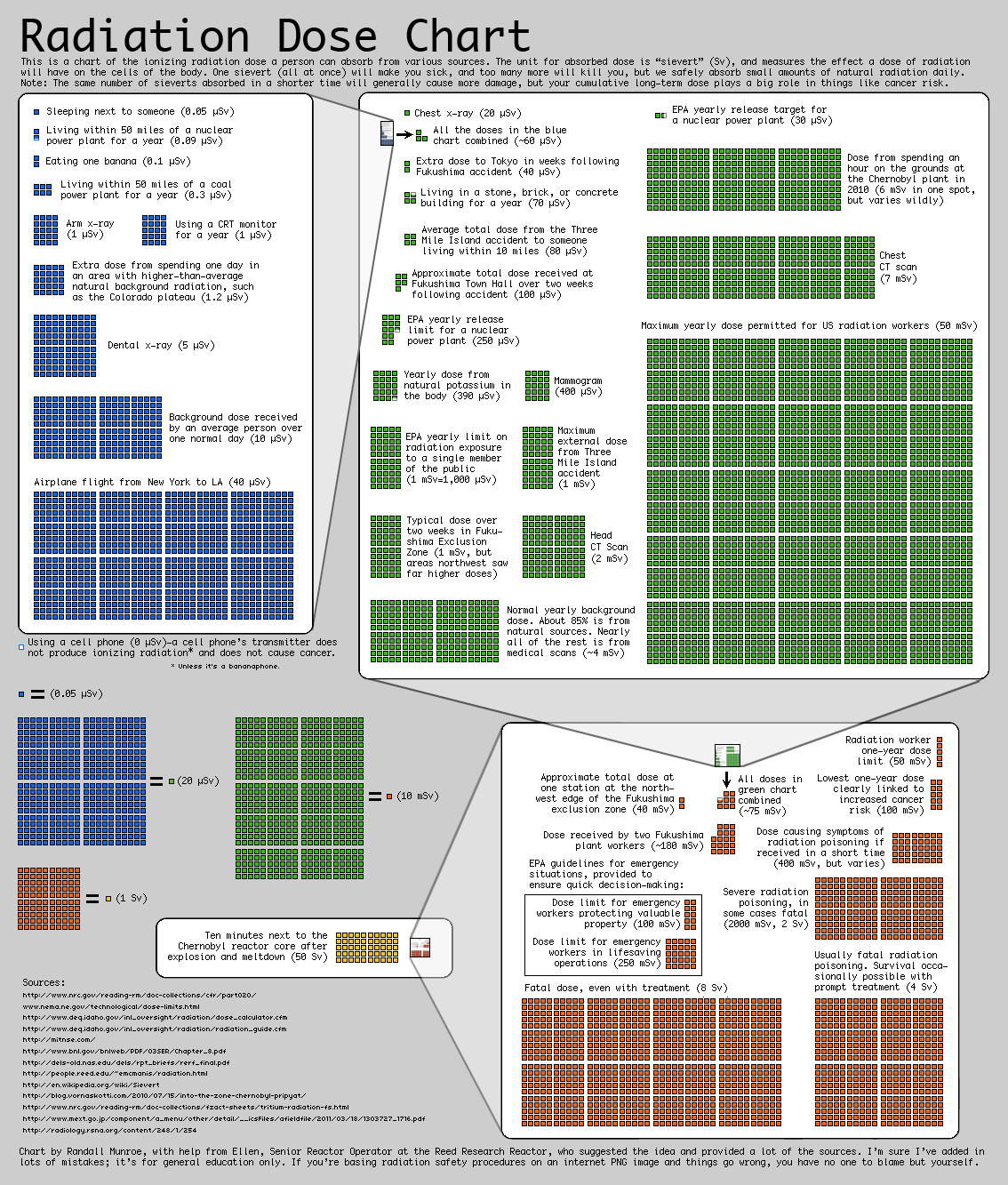
La complexité et l'évolution des unités de mesure de la radioactivité et de l'exposition à la radioactivité est l'une des difficultés auxquelles sont confrontés les toxicologues et écotoxicologues, d'autant qu'il n'y a pas encore de consensus sur les effets des faibles doses ou de l'exposition combinée à plusieurs types de rayonnements ou quant aux effets combinés du rayonnement et d'autres polluants ou facteurs de stress pour l'individu ou certains organes. Ce graphique présente les liens entre différentes unités de mesure (et seuils) de radioactivité et d'exposition (pour l'être humain, certaines unités pouvant varier selon le type d'organe ou d'organismes).

Cette discipline tend à s'ouvrir au champ environnemental, avec par exemple au CEA en France des programmes de toxicologie nucléaire environnementale étudiant pour le CEA les « effets toxiques d’éléments utilisés dans la recherche et l’industrie nucléaires, qu’il s’agisse de toxiques chimiques ou de radiotoxiques. Ceci afin, d’une part, d’identifier des seuils de toxicité pour l’homme et son environnement et, d’autre part, de proposer des solutions préventives, des dispositifs de surveillance efficaces ainsi que des remèdes pour dépolluer les sols et traiter d’éventuelles contaminations des personnes. »

## Principes
Les organismes vivants sont tous peu ou prou exposés à un rayonnement naturel.  Depuis quelques décennies, ils peuvent aussi être exposés à des sources artificielles de rayonnement. Cette exposition est « externe » (rayonnement stellaire ou d'une roche radioactive, ou rayons X d'une radiographie médicale par exemple) ou « interne » (à la suite de l'incorporation de radionucléides dans l'organisme, par inoculation, ingestion, et/ou inhalation). 

Tout organisme est aussi plus ou moins exposé (par ingestion, inhalation ou contact) à la toxicité chimique d'éléments radioactifs, d'origine naturelle et depuis peu d'origine médicale, industrielle ou militaire. Leur toxicité chimique peut interagir avec leur radiotoxicité. Ces produits éventuellement à la fois chimiquement toxique et ionisants peuvent se substituer dans l'organisme à des éléments proches mais non radioactifs (par exemple un isotope radioactif de l'iode prend très facilement la place de l'iode normale dans la thyroïde, et un atome de calcium sera facilement remplacé par un atome de césium radioactif).

Presque toujours, l'organisme est confronté à un stress global (ou « stress combiné ») qui associe synergiquement un stress radiatif auquel se surajoute un stress chimique quand le radionucléide est également chimiquement naturellement toxique, ce qui est souvent le cas, mais ces synergies commencent seulement à être finement étudiées.
Les stress radiatif et chimiques interfèrent avec divers processus fondamentaux et vitaux du Vivant (métabolisme, différenciation cellulaire, reproduction, évolution) et peut par exemple être source de mutations, de cancers, de délétions diverses affectant éventuellement la survie d'une cellule, d'un individu ou d'une communauté.
La toxicologie nucléaire est nécessairement pluridisciplinaire, associant notamment chimistes, radiochmistes physiciens, spécialistes de la métrologie et biologistes et écologues, médecins et épidémiologistes qui étudient les effets toxiques des corps radioactifs sur les organismes vivants, du niveau biomoléculaire et cellulaire (génotoxicité, toxicogénomique, protéomique, métabolomique) à celui des écosystèmes en passant par celui du métabolisme, de l'immunité et de la santé et de la reproduction (reprotoxicité, santé reproductive).
Elle se subdivise souvent en plusieurs grands sous-domaines : 
- toxicologie humaine ;
- écotoxicologie ;
- épidémiologie ;
- étude de la cinétique des radio-nucléides dans les organismes et l'environnement ;
- dépollution et décontamination d'organismes ou de sites et sols contaminés.

Les effets toxiques (et/ou écotoxiques) ont deux sources susceptibles de cumuler leurs effets : 
- la toxicité chimique intrinsèque du métal considéré (uranium, plutonium…) ;
- la radiotoxicité strictement induite par sa radioactivité, avec des effets variant fortement selon que l'exposition soit interne ou externe.

## Sujets d'intérêt de ce domaine
Ce sont notamment :
- la connaissance des modes d’action des radio-toxiques à tous les niveaux d'organisation du vivant (de l'échelle moléculaire à celle des écosystèmes, en passant par celle des colonies d'organismes, des cellules, organes, tissus, et organismes) ;
- la fixation préférentielle de radionucléides dans un organisme, dans l'un de ses organes (il existe généralement un ou plusieurs organes cibles (comme la thyroïde dans un organisme contaminé par de l'iode 131), ou dans une partie d'un organe (Chez le rat, outre le rein et les os, certaines zones du cerveau fixent préférentiellement l'uranium[2], en y modifiant par exemple le métabolisme du cholestérol[3], en perturbant chez l'homme le cycle veille-sommeil et la mémoire à court-terme[4]). Chez des organismes primitifs, il pourra s'agir d'un mucus, ou de la membrane, du noyau cellulaire ou d'organites spécialisés. Il est important de les connaître car ils expliquent aussi la cinétique environnementale des radionucléides dans le réseau trophique ou pyramide alimentaire) ;
- la cinétique spatiotemporelle spécifique d'un radionucléide, d'une association de radionucléides (ou en association avec d'autres corps ou molécules) dans les organismes et dans l'environnement. La mobilité, biodisponibilité, bioturbation, bioconcentration) et bien entendu leur toxicité et écotoxicité. Les toxicologues de ce domaine doivent aussi tenir compte de la décroissance radioactive et de l'apparition de « fils » (toxiques et/ ou radioactifs ou non) au fur et à mesure de la transformation atomique liée à la désintégration radioactive. On a ainsi pu montrer que certaines espèces (champignons en particulier, qui interagissent fortement avec les radionucléides[5]) bioaccumulaient préférentiellement certains métaux et pouvaient sélectivement contaminer leurs prédateurs ou consommateurs (sangliers via la truffe du cerf qui bioaccumule remarquablement l'isotope 137Cs (césium) radioactif par exemple). La dimension temporelle est importante ; par exemple le césium ne migre verticalement que lentement dans le sol (environ 1 cm/an pour un sol forestier) et ce n'est qu'après 20 ans environ que les champignons comme Elaphomyces granulatus se contaminent. Or ces espèces sont mycorhysatrices d'arbres (noisetier et chêne pour cette espèce) qu'elles pourront ensuite peut-être contaminer. Ces processus expliquent que très localement, en forêt, la radioactivité a pu se maintenir, voire augmenter sur des zones contaminées par les pluies lors du passage du « nuage de Tchernobyl » ;
- l'étude des réponses physiologiques et en particulier des mécanismes de détoxication ou d'excrétion de ces composés (au niveau cellulaire notamment où le radionucléide peut parfois - comme d'autres contaminants xénobiotiques -  être chélaté et exporté par un processus naturel de détoxication (pompes membranaires faisant intervenir des « transporteurs » (chélateur, transporteur membranaire, thioprotéines de détoxification...), ou au contraire altérée par la radioactivité ou par un stress oxydatif induit. Dans ce dernier cas les chercheurs étudient les processus de réparation ou de mort cellulaire). Ces études  passent par des études in vitro en laboratoire, ou in situ (sur sites pollués ou après essais nucléaires ou catastrophes nucléaires), voire par des modèles ;
- l'étude des conséquences génétiques (ruptures de brins d'ADN, pontages ADN-protéines, lésions des bases...) et de la plus ou moins grande efficacité des systèmes d'auto réparation de l'ADN et de la cellule, notamment chez quelques bactéries dites extrêmophiles, dont certaines sont exceptionnellement résistantes à une forte radioactivité (Deinococcus radiodurans en particulier). Elle complète l'étude des organismes les plus sensibles pour mieux comprendre le risque de maladies génétiques trans-générationnelles induites lorsque les cellules de la lignée germinale sont génétiquement modifiées par la radioactivité. Pour mieux les comprendre, les chercheurs s'intéressent aux conséquences des délétions et mutations génétiques chez des organismes aussi divers que virus, microbes, plantes, lichens (souvent très résistants à la radioactivité) ou animaux ;
- l'étude de certains facteurs de risques, qui se combinent entre eux, avec par exemple : la durée et l'intensité (dose) et le type de rayonnement (énergie variable selon que le rayonnement soit alfa, bêta, gamma ou combiné dans le cas de l'exposition à des cocktails de radionucléides), ainsi que le type d'exposition (irradiation externe, ou interne fixe et chronique, ou interne mobile et de courte durée) ;
- l'étude de facteurs de vulnérabilité de l'organisme exposé (qui varie selon son âge, son état de santé et certaines caractéristiques génétiques propre à l'individu et à l'espèce concernée) ;
- la sécurité alimentaire ; l'OMS, la Communauté européenne et divers organismes fixent des seuils réglementaires. L'UE a par exemple décidé que le lait ne doit pas dépasser 500 Bq/l pour l'iode 131, mais dans certains länder allemands, les normes sont beaucoup plus sévères (100 Bq/l en Sarre, 20 Bq/l en Hesse et Hambourg). La toxicologie nucléaire peut confirmer et informer la pertinence de certaines normes et seuils ;
- la recherche de seuils, d'indicateurs et de bioindicateurs, y compris à partir des retours d'expérience d'accidents[6] (cindyniques).

Des synergies entre corps radioactifs et avec d'autres corps (toxiques ou non) sont probablement fréquentes, mais encore peu étudiées et mal comprises.
Des questions plus spécifiques sont posées aux toxicologues, par exemple concernant les impacts immédiats ou différés de l'usage de Munition antiblindage à uranium appauvri.

## Dans le monde
Les premiers grands programmes de recherche ont été lancés au Japon pour mieux comprendre et mesurer les impacts à moyen et long terme des 2 bombes atomiques qui ont détruit Hiroshima et Nagasaki et tué ou irradié leurs habitants, puis après la catastrophe de Tchernobyl.

## En France
- Le CEA a lancé en 2001 un programme dit « Toxicologie nucléaire », présenté à son  visiting committee fin 2002. En outre, dès 2000 a été implanté au CEA-Marcoule le SBTN (Service de Biochimie et de Toxicologie Nucléaire). Le programme « Toxicologie nucléaire » doit étudier, pour des « éléments d'intérêt » les effets biologiques d'éléments ou de composés radioactifs, et les réponses biologiques (biomoléculaires, cellulaires), pour proposer ou améliorer des stratégies de gestion et réduction du risque à divers niveaux d'organisation du vivant, du microbe à l'être humain. Il incluait notamment en 2002 deux projets « Tocso » (portant notamment sur le stress oxydant) et « Dynamique du transcriptome » (étudiant par exemple des réponses génomiques et traductionnelles précoces (traductome) aux génotoxiques chez des plantes (Arabidopsis thalianaL.) ou  cyanobactéries tels que les Synechocystis), avec une participation dès 2003 des laboratoires de Microbiologie et de Biologie végétale de Cadarache[7]. Il s'appuie sur un référentiel des connaissances en construction[8] À partir de 2002, des thèses portent sur les transporteurs de métaux, notamment dans le cadre de la détoxication cellulaire. D'autres sujets sont la chélation biologique[9]/décorporation[10], phénomènes de radio-résistances bactériennes[11],[12]. Différents laboratoires prêteront leurs outils de manipulation de radioéléments (uranium, plutonium, américium) dont à Bruyères-le-Chatel (expérimentations de RadioToxicologie animale et cellulaire), à Cadarache (labo de Microbiologie du DEVM) pour l'étude des interactions entre micro-organismes et produits de fission ou uranium, et labo de Chicade de la DEN pour les cultures sur sols contaminés par de l'uranium et/ou des produits de fission et labo Bioatalante prévu pour la biologie cellulaire ou moléculaire des eucaryotes supérieurs exposées à des actinides transuraniens (Pu, Am…).
Le programme a en 2004 été ouvert à d'autres organismes de recherche (CNRS, INRA et INSERM).
- L'IRSN a quant à lui ciblé les aspects toxicologiques dans son programme « EnvirHom », pour mieux comprendre les impacts des radionucléides sur la physiologie des organismes et en particulier de l'homme, y compris via les conséquences écologiques et sanitaires de la radioactivité.
- Pour répondre aux besoins de la toxicologie et de l'écotoxicologie prédictives, un travail interdisciplinaire de plus d'une centaine de chercheurs (du CEA et de l'IRSN surtout) a produit une synthèse[13] sur la toxicologie de l'uranium, du plutonium, du césium, de l'iode, du cadmium, du sélénium, du cobalt, du tritium et du carbone 14.  Cet ouvrage traite du comportement des espèces chimiques de ces produits dans les réseaux trophiques et la biosphère, selon leurs caractéristiques en matière de spéciation, biodisponibilité, modes de transfert, flux biogéochimiques, des échelles moléculaires à celles des animaux migrateurs.

### Irradiation
Certains comportements ou certaines situations sont facteurs de risques de surexposition à la radioactivité : un patient qui habite une habitation où du radon se dégage du sol ou des murs subit une exposition chronique. S'il fait 5 radiographies aux rayons X, il subit une dose d'environ 1 mSv ; passagers et pilotes d'avions de ligne ou astronautes subissent une exposition supplémentaire (environ 1 mSv en cas d'éruption solaire intense.

## Polémiques
- Il est souvent reproché à l'industrie nucléaire et aux structures officielles qui ont encadré les essais nucléaires ou étudié les conséquences d'accidents (Three Mile Island, Tchernobyl…) un manque de transparence.
- De plus, cette discipline, pour des raisons statistiques nécessite un large nombre de données de suivi, qui semblent manquer, même dans de grands pays nucléarisés. Par exemple, une étude récente (oct 2011) sur les capacités de mesure du rayonnement par les États américains[14], conduite par l' Association des laboratoires de santé publique[15] des États-Unis n'a trouvé qu'un faible nombre d'États disposant des moyens techniques permettant de faire eux-mêmes des analyses de rayonnement. « 27 % des répondants ont indiqué avoir la possibilité de mesurer les radionucléides dans les échantillons cliniques, 6 % ont rapporté qu'un autre organisme d'État ou un ministère pouvait analyser ces échantillons via une méthode radioanalytique »[14]. Seuls 60 % des répondants disposaient d'une capacité à tester la radioactivité d'échantillons environnementaux (air, sol, eau de surface) et seuls 48 % disposaient de moyens de tester des échantillons d'aliments non laitiers ; 47 % pouvaient tester le lait. Seuls un peu plus de la moitié des États (56 %) ont dit envoyer des données sur la radioactivité de l'eau potable à l'Environmental Protection Agency (EPA)[14]. L'UPI estime que ce manque de laboratoire certifié et compétent pour le suivi de la radioactivité dans l'environnement et les organismes constitue « une grave lacune » dans la préparation des États-Unis à la gestion d'un accident nucléaire ou d'un attentat de type "bombe sale"[14]. En cas de crise semblable à celle de Fukushima, « au moins 70 % des États devraient probablement envoyer leurs échantillons cliniques aux Centers for Disease Control and Prevention »[14], avec une perte de temps et le risque que les CDC soient débordés.

## Principaux éléments radioactifs
- curium 242Cm et 244Cm
- américium 241Am
- plutonium 239Pu et 241Pu
- uranium 235U et 238U
- thorium 234Th
- radium 226Ra et 242Ra
- polonium 210Po
- césium 134Cs, 135Cs et 137Cs
- iode 129I, 131I et 133I
- antimoine 125Sb
- ruthénium 106Ru
- strontium 90Sr
- krypton 85Kr et 89Kr
- sélénium 75Se
- cobalt 60Co
- chlore 36Cl
- soufre 35S
- phosphore 32P
- carbone 14C
- tritium 3H

- Voir aussi la Carte des nucléides.

### Guides et recommandations
- (en) International Commission on Radiological Protection. Recommendations of the International Commission on Radiological Protection. Oxford: Pergamon

Press, 1966. (ICRP Publication Number 9.)
- (en) National Radiological Protection Board. Interim guidance on the implications of recent revisions ofrnsk estimates and the ICRP 1987 Como statement. London:

HM1SO, 1987:4. (NRPB-G59.)